# Villa Guibert

La villa Guibert est une voie du 16e arrondissement de Paris, en France.

## Situation et accès
La villa Guibert est une voie privée située dans le 16e arrondissement de Paris. Elle débute au 83, rue de la Tour et se termine en impasse.

## Origine du nom
Cette voie fait référence à Maurice Guibert, le propriétaire des terrains sur lesquels elle a été ouverte à la place de l'ancien parc Guichard. 

## Historique
Cette voie privée est ouverte sous sa dénomination actuelle vers 1895. Du côté impair, le n°1 est l'immeuble du 83, rue de la Tour. Suivent les n° 3, 5, 7, 9, 11, 11bis (pour éviter le 13) et 15. L'arrière s'harmonise avec l'arrière des n° 4 à 22 de la rue Marceline Desbordes-Valmore des années 1880, dont Salvan a construit plusieurs hôtels particuliers. Du côté pair, le n°2 est l'immeuble du 85, rue de la Tour. Suivent les n°4 à 20, qui est face à l'entrée, 16 exclu. À l'arrière se trouvent des petits jardins.

## Bâtiments remarquables et lieux de mémoire
- No 6 : construit par l'architecte Louis Salvan, à qui l'on doit la plupart de ces hôtels tous contigus.
- No 7 : probable signature masquée de cet hôtel dû à Salvan.
- Nos 8, 10, 11 et 12 : hôtels particuliers de trois étages de style néogothique (brique rouge et pierre de taille), 12 excepté, non datés, signés, construits par l’architecte Louis Salvan (1846-1908).
- No 15 : avec le n° 4, le plus grand des hôtels de la villa (deux entrées à l'origine, trois depuis peu) de style néo-gothique : le commanditaire et photographe Maurice Guibert (1856-1922) habitait à ce numéro et disposait d'un jardin privatif qui est toujours là. Son ami Henri de Toulouse-Lautrec, qu'il a souvent photographié, a habité chez lui, occasionnellement, de 1898 (date de la construction) à 1901. Signé « L. Salvan arch. ».

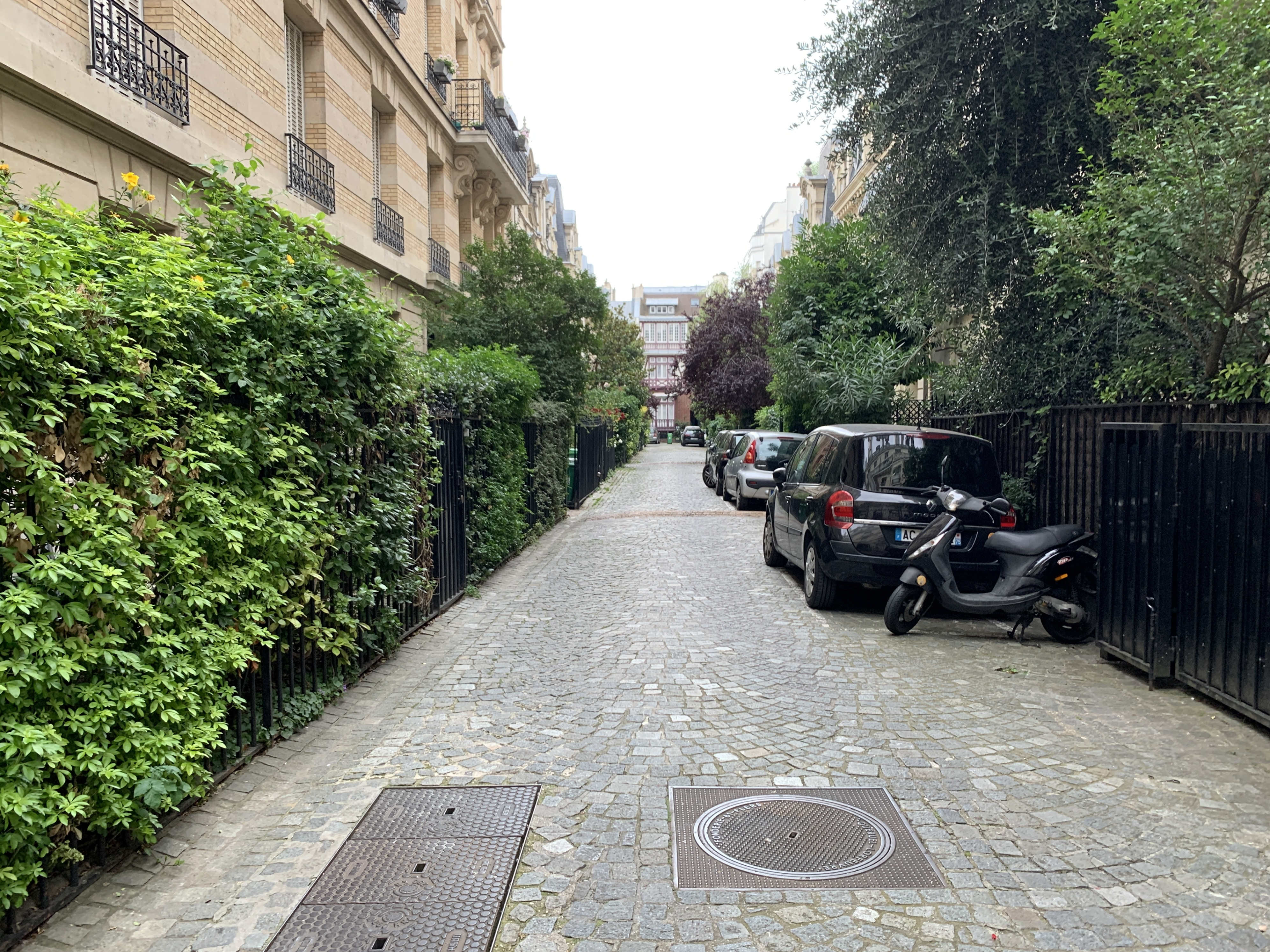
Dans la villa.